# Ero
Ero, właśc. Michał Gabriel Czajkowski (ur. 18 kwietnia 1981 w Warszawie) – polski raper, autor tekstów i grafficiarz, członek formacji Bez Cenzury, JWP, Miejska Metropolia, Północ Centrum Południe, JWP Mafia oraz Bielańska Forteca.
Współpracował z takimi wykonawcami, jak: Małolat, Hemp Gru, Pono, Molesta Ewenement, Ajron, Onar, Miuosh, Pyskaty, Fabuła, Młody M, Pokój z Widokiem na Wojnę, Ten Typ Mes, Chada, THS Klika, Skazani na Sukcezz, Numer Raz, Pezet, Tede, Włodi oraz Pih. W ramach występów gościnnych wziął udział w nagraniach ponad trzydziestu albumów.

## Działalność artystyczna
W 1996 roku Czajkowski wraz z raperami Kosim, Donim i Fosterem oraz producentem muzycznym Kubą O. założył zespół JWP. Grupa stopniowo zyskiwała na popularności za sprawą licznych występów gościnnych poszczególnych członków JWP. Muzycy weszli także w skład kolektywu Północ Centrum Południe. 26 kwietnia 2004 roku ukazał się pierwszy album PCP zatytułowany Północ Centrum Południe. Z kolei debiut JWP pt. Numer jeden wróg publiczny ukazał się 5 października 2007 roku nakładem EmbargoNagrania. Płyta dotarła do 17. miejsca listy OLiS. W ramach promocji do utworów „Badź mistrzem” i „Pogódź się” zostały zrealizowane teledyski.
W 2005 roku Ero wraz z Przemysławem Siwersem i Pawłem „Łysolem” Bartnikiem powołał zespół Bez Cenzury. 23 lutego 2006 roku ukazał się debiutancki album formacji zatytułowany Klasyk. Promowana utworami „Reprezentuję siebie”, „Bez cenzury” i „Przesiąknięci dźwiękiem” płyta dotarła do 19. miejsca listy OLiS w Polsce.
W 2007 roku Ero wraz z Dezmondem, Siwersem i Tomiko założył zespół Miejska Metropolia. Również od 2007 roku występuje w formacji Patologg Skład. W 2011 roku wraz z Sokołem nagrał utwór „Jeż Jerzy” promujący film animowany o tym samym tytule w reżyserii Wojtka Wawszczyka, Tomasza Leśniaka i Jakuba Tarkowskiego. Do kompozycji został zrealizowany także teledysk w reżyserii Tarkowskiego.

## Dyskografia

### Albumy solowe
| Tytuł         | Dane dot. albumu                                                 | Pozycja na liście | Certyfikat             |
| Tytuł         | Dane dot. albumu                                                 | POL               | Certyfikat             |
| ------------- | ---------------------------------------------------------------- | ----------------- | ---------------------- |
| Elwis Picasso | - Data: 4 października 2019 - Wydawca: Def Jam Recordings Poland | 1                 | - POL: platynowa płyta |
| Eroizm        | - Data: 12 listopada 2021 - Wydawca: Def Jam Recordings Poland   | 1                 | - POL: złota płyta     |

### Współpraca
| Tytuł                                      | Dane dot. albumu                               | Pozycja na liście |
| Tytuł                                      | Dane dot. albumu                               | POL               |
| ------------------------------------------ | ---------------------------------------------- | ----------------- |
| Szlagier (oraz Pono, HZD Hazzidy i Szczur) | - Data: 19 maja 2017 - Wydawca: District Area  | 4                 |
| Blackbook (oraz Kosi)                      | - Data: 14 czerwca 2019 - Wydawca: RHW Records | 3                 |
| ABCD (oraz Głowa PMM)                      | - Data: 25 marca 2021 - Wydawca: RHW Records   | 6                 |

### Single
| Vienio, Pezet, O.S.T.R., Ero, Foster, Pele, Lil’ Dap – „U Ciebie w mieście 2” | 2005 | 46 | U Ciebie w mieście 2 |
| Chada, Ero, Sokół, Diox i inni – „A pamiętasz jak?”                           | 2011 | –  | –                    |
| „–” singel nie był notowany.                                                  |      |    |                      |

### Występy gościnne
| Album                                                | Rok  | Utwór | Źródło |
| ---------------------------------------------------- | ---- | --- | ------ |
| Praktik – Dobra częstotliwość                        | 2004 | „Czy Ty też...?” (gościnnie: Foster, Ero) | [ 21 ] |
| Hemp Gru – Klucz                                     | 2004 | „Życie Warszawy” (gościnnie: Pono, Koras, Felipe, Romeo, Ero) | [ 22 ] |
| Małolat i Ajron – W pogoni za lepszej jakości życiem | 2005 | „Sąsiedzi” (gościnnie: Ero, Sokół) | [ 23 ] |
| Juras & Wigor – To zbyt piękne... (singel)           | 2005 | „Gra dużego formatu” (WDK RMX) (gościnnie: Ero) „Gra dużego formatu” (gościnnie: Ero) | [ 24 ] |
| Juras & Wigor – Wysokie loty                         | 2005 | „Gra dużego formatu” (gościnnie: Ero) | [ 25 ] |
| MyNieMy – Co złego to nie my                         | 2006 | „Kolejny strzał” (gościnnie: Ero) | [ 26 ] |
| Pono – Tak to widzę                                  | 2006 | „Instynkt” (gościnnie: Wilku, Ero) | [ 27 ] |
| Skazani na Sukcezz – Na linii ognia                  | 2006 | „Morderstwo” (gościnnie: Ero) | [ 28 ] |
| THS Klika – Liryka chodnika                          | 2006 | „Judasz” (gościnnie: Ero, Foster) | [ 29 ] |
| Siwers/Tomiko – Intencje                             | 2006 | „Jest mi nie żal...” (gościnnie: Ero, Wwarstwa, Bzyker, DJ War) | [ 30 ] |
| Waves – Tru Luv 4 Music                              | 2007 | „Morderstwo (Original Version)” (gościnnie: Skazani Na Sukcezz, Ero) | [ 31 ] |
| Beatowsky – Beatowsky                                | 2007 | „Jak za dobrych starych czasów” (gościnnie: Ero, Foster, Kosi, Łysol) | [ 32 ] |
| Onar – Pod prąd                                      | 2007 | „Ja Ci pokażę” (gościnnie: Ero) | [ 33 ] |
| DJ.B – Mixtape 2008                                  | 2008 | „Nie oglądaj się za siebie” (gościnnie: Juras, Ero) | [ 34 ] |
| 1z2 – Progres                                        | 2008 | „S.T.R. (skanduj ten rap)” (gościnnie: Pyskaty, Ero) | [ 35 ] |
| Molesta Ewenement – Molesta i kumple                 | 2008 | „Martwię się” (gościnnie: Ero, Pablopavo) | [ 36 ] |
| SSDI – Koneksje Miejskie                             | 2008 | „Coś kosztem czegoś” (gościnnie: Ero, Kosi, Suja) | [ 37 ] |
| PMM – Polski mistrzowski manewr                      | 2008 | „Goniąc życie” (gościnnie: Ero) | [ 38 ] |
| Pih – Kwiaty zła                                     | 2008 | „Rany kłute” (gościnnie: Kaczor, Ero, Fokus) | [ 39 ] |
| Ten Typ Mes – Zamach na przeciętność                 | 2009 | „Nie płaczę za nimi” (gościnnie: Ero, Stasiak) | [ 40 ] |
| Tomiko – Świadomość                                  | 2009 | „Przychodzi z wiekiem” (gościnnie: Ero) | [ 41 ] |
| Fabuła – Dzieło sztuki                               | 2009 | „Życzenie śmierci” (gościnnie: Miodu, Pih, Ero, Ten Typ Mes) | [ 42 ] |
| Chada – Proceder                                     | 2009 | „Nie byłoby tematu” (gościnnie: Ero) | [ 43 ] |
| Numer Raz – Ludzie, maszyny, słowa                   | 2009 | „Masz pojęcie?!” (gościnnie: Pono, Ero) | [ 44 ] |
| Młody M – Kronika Remix                              | 2009 | „Chcemy wygrać” (gościnnie: Pyskaty, Ero) | [ 45 ] |
| Quiz – Materiał producencki                          | 2009 | „Niosę prawdę” (gościnnie: W.E.N.A., Ero) | [ 46 ] |
| PMM – Rap, stresy, hulana, interesy                  | 2010 | „Mam pewny plan” (gościnnie: Ero) | [ 47 ] |
| Pyskaty – Pysk w pysk (reedycja)                     | 2010 | „Brudne myśli” (gościnnie: Ero) „Brudne myśli” (The Returners Remix) (gościnnie: Ero) „Bez Granic” (gościnnie: Fokus, Małolat, Łona, Fu, Ten Typ Mes, Tomiko, Termanology, O.S.T.R., Ero, Eldo)                                            | [ 48 ] |
| Pokój z Widokiem na Wojnę – 2010                     | 2010 | „Moja pasja” (gościnnie: Ero) | [ 49 ] |
| Brothers Project – Mixtape Vol. 1                    | 2010 | „Życzenia śmierci Remix” (gościnnie: Fabuła, Miodu, Pih, Ero, Ten Typ Mes) | [ 50 ] |
| DJ Tuniziano – Polski Blender Vol.2                  | 2010 | Pyskaty – „Bez granic” (gościnnie: Fokus, Małolat, Łona, Fu, Ten Typ Mes, Tomiko, Termanology, O.S.T.R., Ero, Eldo) | [ 51 ] |
| HiFi Banda – Puszer DVD                              | 2010 | „Puszer” (Remix) (Video) (gościnnie: VNM, Kosi, Sokół, Ero, Zawodnik, Tomasina) „Puszer” (Remix) (gościnnie: VNM, Kosi, Sokół, Ero, Zawodnik, Tomasina) „Puszer” (Remix) (Acapella) (gościnnie: VNM, Kosi, Sokół, Ero, Zawodnik, Tomasina) | [ 52 ] |
| Instynkt – Kto ma ten przetrwa                       | 2010 | „Znak zapytania” (gościnnie: Ero) | [ 53 ] |
| Sokół & Marysia Starosta – Czysta brudna prawda      | 2011 | „Wspólna gałąź” (gościnnie: Pokój Z Widokiem Na Wojnę, Chada, Ero) | [ 54 ] |
| Chada – WGW                                          | 2011 | „Dla mojej ferajny” (gościnnie: Ero) | [ 55 ] |
| Hudy HZD & Jasiek MBH – Już wkrótce                  | 2011 | „Masz przejebane” (gościnnie: Siwers, Ero) | [ 56 ] |
| DJ Soina – Kręci mnie vinyl                          | 2011 | „Rapokalipsa” (gościnnie: Ero, Pyskaty) | [ 57 ] |
| Pih – Dowód rzeczowy nr 2                            | 2011 | „Radio killa (66.6 FM)” (gościnnie: Słoń, Ero, Dono) | [ 58 ] |
| HZD – Historie z dna                                 | 2012 | „Spłoń” (gościnnie: Ero) | [ 59 ] |
| WSRH – Szkoła wyrzutków                              | 2012 | „Napadam na banki” (gościnnie: Ry23, Ero, Cleo) | [ 60 ] |
| Paluch – Niebo                                       | 2012 | „Nowa epoka” (gościnnie: Ero) | [ 61 ] |
| Małach & Rufuz – Relacja 2012                        | 2012 | „Świat to za mało” (gościnnie: Ero) | [ 62 ] |
| Miuosh – Prosto przed siebie                         | 2012 | „Stój” (gościnnie: Ero) | [ 63 ] |
| Donatan – Równonoc. Słowiańska dusza                 | 2012 | „Jestem stąd jestem sobą” (gościnnie: Ero, Małpa, Miuosh, Pelson) | [ 64 ] |
| Bezczel – A.D.H.D                                    | 2013 | „Proforma 2” (gościnnie: Ero, Sitek, Poszwixxx, Ede, Pyskaty, VNM) | [ 65 ] |
| PMM – Zatrzymać gniew                                | 2013 | „Moi ludzie są tu” (gościnnie: Ero) | [ 66 ] |
| Czarny Furiat – Rubikon                              | 2013 | „W pogoni za szczęściem” (gościnnie: Ero) | [ 67 ] |
| Dixon37 – O.Z.N.Z. (Od zawsze na zawsze)             | 2013 | „Pazeroty” (gościnnie: Siwers, Ero, Paluch) | [ 68 ] |
| OlsenFu – Kameleon II                                | 2014 | „Dwulicowa kurwo” (gościnnie: Paluch, Jongmen, Parzel, Ero) | [ 69 ] |
| Pokój z Widokiem na Wojnę – Grawitacja               | 2014 | „Old Boy” (gościnnie: Ero, Kosi) | [ 70 ] |
| Cira – Niewidzialny celebryta                        | 2014 | „Mike Skiller (Remix)” (gościnnie: Kisiel, Bezczel, Ero) | [ 71 ] |
| Fabster – Kontrasty                                  | 2014 | „Long Island Ice Tea” (gościnnie: Chwedo, Ero, Sylwia Dynek) | [ 72 ] |

### Kompilacje
| Album                                    | Rok  | Utwór | Źródło |
| ---------------------------------------- | ---- | --- | ------ |
| Road Hip Hop 2005                        | 2005 | MyNieMy, Ero – „Kolejny strzał” | [ 73 ] |
| U ciebie w mieście 2                     | 2005 | Vienio i Pele, Foster, Pezet, Ero, O.S.T.R., Lil Dap – „U Ciebie w mieście 2” Vienio i Pele, Foster, Pezet, Ero, O.S.T.R., Lil Dap – „U Ciebie w mieście 2” (Waco Remix) Vienio i Pele, Foster, Pezet, Ero, O.S.T.R., Lil Dap – „U Ciebie w mieście 2” (DJ Seb Remix) | [ 74 ] |
| EmbargoNagrania: muzyka miejska cz.1     | 2005 | Praktik, Foster, Ero – „Czy Ty też...?” | [ 75 ] |
| Prosto Mixtape Deszczu Strugi            | 2006 | Małolat, Ero – „Stare śmieci” | [ 76 ] |
| Prosto Mixtape 600V                      | 2010 | Sokół, Siwers, Ero – „Pieniądze nie śmierdzą” | [ 77 ] |
| Mixtape Hip-Hop Akademnya                | 2010 | Tede, JotWu, Ero – „Prosto z Esende” | [ 78 ] |
| Grube jointy 2: karani za nic            | 2011 | Ero, Kosi, DJ Cent – „Bez...” | [ 79 ] |
| Aloha 40%                                | 2011 | Łysonżi, Proceente, W.E.N.A., Pyskaty, Ero, Kay – „Każda doba” | [ 80 ] |
| Prosto Mixtape Kebs                      | 2012 | Bułgar, Hades, Ero, Chada – „Kolory” | [ 81 ] |
| Drużyna mistrzów 2: sport, muzyka, pasja | 2012 | Bosski Roman, Onar, Ero, VNM – „Nakręceni pasją” | [ 82 ] |

## Teledyski
Gościnnie
| Tytuł | Rok  | Reżyseria     | Album                    | Źródło |
| --- | ---- | ------------- | ------------------------ | ------ |
| Molesta Ewenement – „Martwię się” (gościnnie: Ero, Pablopavo)                                                   | 2009 | R5            | Molesta i kumple         | [ 83 ] |
| Fabuła – „Życzenie śmierci” (gościnnie: Pih, Ero, Mes, Miodu)                                                   | 2009 | Piotr Ograbek | Dzieło sztuki            | [ 84 ] |
| Pyskaty – „Bez granic” (gościnnie: Termanology, Eldo, Ero, Tomiko, Łona, Fokus, Małolat, O.S.T.R., Ten Typ Mes) | 2010 | Toczy Videos  | Pysk w pysk (reedycja)   | [ 85 ] |
| HiFi Banda – „Puszer (Remix 2)” (gościnnie: VNM, Kosi, Sokół, Ero, Zawodnik, Tomasina)                          | 2010 | Letemknow     | –                        | [ 86 ] |
| Chada – „Dla mojej ferajny” (gościnnie: Ero)                                                                    | 2011 | R5            | WGW                      | [ 87 ] |
| Paluch – „Nowa epoka” (gościnnie: Ero)                                                                          | 2012 | 4zero4        | Niebo                    | [ 88 ] |
| Miuosh – „Stój” (gościnnie: Ero)                                                                                | 2012 | The New Black | Prosto przed siebie      | [ 89 ] |
| Pih – „Jest Impreza” (gościnnie: Sobota, Ero, Fu)                                                               | 2014 | SSG           | Kino nocne               | [ 90 ] |
| Kaczor – „Z prawdą na bakier” (gościnnie: Ero)                                                                  | 2014 | Bassmedia     | Most na rzece odkupienia | [ 91 ] |
| Cira – „Mike Skiller RMX” (gościnnie: Kisiel, Bezczel, Ero)                                                     | 2014 | –             | Niewidzialny celebryta   | [ 92 ] |
| Pono – „W poszukiwaniu stanu świadomości” (gościnnie: Ero, DJ Def)                                              | 2015 | M.L. Filmz    | Bunt                     | [ 93 ] |
| DJ Decks – „Prze” (gościnnie: Ero, Kuba Knap)                                                                   | 2018 | 9Liter Filmy  | Mixtape 6                | –      |

Inne
| Tytuł | Rok  | Reżyseria      | Album                                    | Źródło  |
| --- | ---- | -------------- | ---------------------------------------- | ------- |
| Vienio, Foster, Pele, Pezet, Ero, O.S.T.R., Lil’Dap – „U Ciebie w mieście 2”                                                          | 2007 | –              | U Ciebie w mieście 2                     | [ 94 ]  |
| Sokół, Siwers, Ero – „Pieniądze nie śmierdzą”                                                                                         | 2011 | R5             | Prosto Mixtape 600V                      | [ 95 ]  |
| Sokół, Ero – „Jeż Jerzy” | 2011 | Kuba Tarkowski | –                                        | [ 96 ]  |
| Sokół, Ten Typ Mes, Pezet, Małolat, Numer Raz, Ero, Kosi, Diox, Hades, Vienio, Włodi, Pele, Chada, Stasiak, Onar – „A pamiętasz jak?” | 2011 | Letemknow      | A pamiętasz jak? (singel)                | [ 97 ]  |
| W.E.N.A., Proceente, Łysonżi, Pyskaty, Ero, Kay – „Każda doba”                                                                        | 2013 | SamozłoTV      | Aloha 40%                                | [ 98 ]  |
| Bosski, Onar, VNM, Ero – „Nakręceni Pasją”                                                                                            | 2013 | Evil Eye       | Druzyna mistrzów 2: sport, muzyka, pasja | [ 99 ]  |
| Ero, Vienio, PMM, Małach/Rufuz, Pih, Kafar – „HHRPE 2”                                                                                | 2014 | –              | –                                        | [ 100 ] |

## Filmografia
| Tytuł    | Rok  | Uwagi                                                           | Źródło  |
| -------- | ---- | --------------------------------------------------------------- | ------- |
| „Ziomek” | 2006 | rola dubbingowana, serial animowany, reżyseria: Laurent Nicolas | [ 101 ] |